# YMZ280B
YMZ280B(Yamaha YMZ280B)は1994年にヤマハが開発したPCM音源チップである。
ゲーム機用に設計された8チャンネルのPCM/ADPCM サンプリング音源を備えた64ピンのQFPパッケージの集積回路だった。

## 特徴
- 8チャンネルまでの個別の音
- 4 (ADPCM), 8, 16 bit (PCM)の波形データ長
- ステレオ出力 (それぞれ4-bit/16段階)
- 16 MBまでの外部の波形データ用記憶素子
- 外部のROMまたはSRAM記憶素子

## 使用された日本製アーケードゲーム
以下のリストは全てを網羅したものでは全くないため、注意されたし。
- ワールドカップ・バレーボール95
- バックファイア!
- カンフーマスター ジャッキー・チェン
- 怒首領蜂
- ヘキサプレジデント（プライズ機）
- バトルバクレイド
- その他多数